# António Marinho e Pinto

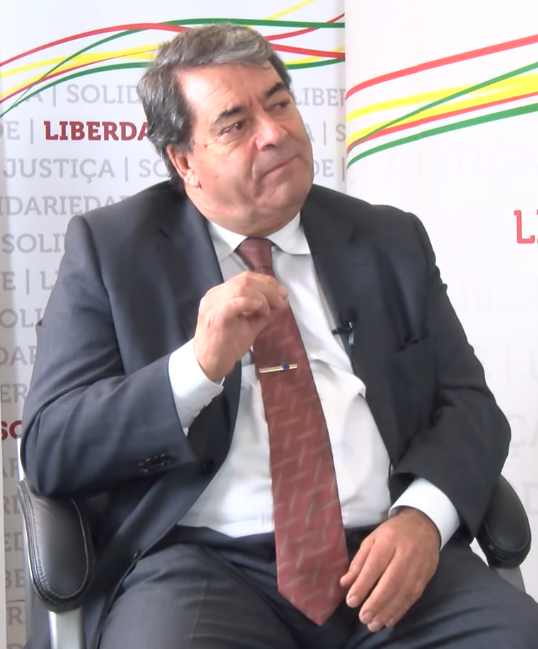

António de Sousa Marinho e Pinto (10 de septiembre de 1950, Vila Chã do Marão, Amarante) es un abogado portugués y experiodista. Fue presidente de la Asociación de Abogados de Portugal entre 2008 y 2013. Es bien conocido por sus discursos polémicos. En 2014, fue candidato a las elecciones al Parlamento Europeo como principal candidato del Partido de la Tierra (MPT) y logró ser elegido, junto con el segundo candidato de la lista, José Inácio Faria. Poco después de asumir el cargo, anunció su intención de abandonar el puesto, aduciendo la inefectividad del Parlamento Europeo. En relación con este órgano de la UE, afirmó: «Descubrí algo que no sabía antes: el Parlamento Europeo no tiene ninguna utilidad. Es una fantasía. El Parlamento Europeo no manda que se haga nada, a pesar de todas las ilusiones, todas las proclamaciones, que son mentiras». Además, Marinho e Pinto dice que el Parlamento Europeo no es un verdadero parlamento y que los ingresos de los diputados al Parlamento Europeo son exageradamente altos, tilándolos de vergonzosos. A pesar de sus declaraciones críticas en relación con el Parlamento Europeo, afirmó que iba continuar siendo diputado europeo si no es elegido diputado a la Asamblea de la República de Portugal, el 4 de octubre de 2015.
En septiembre de 2014, Marinho e Pinto abandonó sus lazos con el MPT y el 11 de febrero de 2015 su nuevo partido (el Partido Democrático Republicano - PDR) fue reconocido por el Tribunal Constitucional de Portugal.